# UEFA Champions League 2006–2007
UEFA Champions League 2006–2007 – komputerowa gra sportowa wyprodukowana przez EA Sports i wydana w 2007 przez Electronic Arts. Gra należy do serii FIFA i jest oparta na licencji piłkarskiej Liga Mistrzów.

## Ligi dostępne w grze
W grze dostępne są tylko ligi europejskie – jest ich 16, a wśród nich jest także liga polska. Oto one:
| - Angielska Premier League - Austriacka Bundesliga - Belgijska Jupiler League - Duńska Superligaen - Francuska Ligue 1 - Hiszpańska Primera División - Holenderska Eredivisie - Niemiecka Bundesliga 1 | - Norweska Tippeligaen - Polska Orange Ekstraklasa - Portugalska BWINLIGA - Szwedzka Allsvenskan - Szkocka Premier League - Szwajcarska Axpo Super League - Turecka Superliga - Włoska Serie A |

## Tryb meczu towarzyskiego
W tym trybie można rozegrać spotkanie towarzyskie kontrolując jednym z zespołów z powyżej podanych lig. Zespołów w grze jest około 300. Można również zagrać we dwójkę używając dodatkowego kontrolera.

## TrybUEFA Champions League
W tym trybie można wybrać jeden z zespołów dostępnych w grze i poprowadzić go do zwycięstwa w Lidze Mistrzów od fazy grupowej aż do finału. Dzięki systemowi losowania można zmienić grupy na takie jakie nam najbardziej dopowiadają lub sprawić żeby komputer losowo dobrał nam przeciwników.
Podczas filmików przedmeczowych widać, jak gracze wchodzą na murawę, a pracownicy trzymają herby drużyn i logo Ligi Mistrzów. Wówczas wygląda to jak prawdziwy mecz transmitowany w telewizji.

## Tryb kariery
W tym trwającym jeden sezon trybie można poprowadzić jeden z klubów. Ten tryb kariery wyróżnia się celem – należy wypełniać zadania np. kupić lewego obrońcę lub wygrać w meczu w którym jest 0:1 dla rywali i 30 minut do końca. Za każde zadanie gracz otrzymuje różną liczbę punktów – w zależności od tego jak zostanie wypełnione zadanie; jeśli będzie ono ponad postanowione warunki (np. jeżeli gracz ma wygrać dwoma bramkami, a wygra czterema), to gracz otrzyma dodatkowe punkty, które potem może wymienić na naklejki do albumu. Album posiada naklejki wszystkich piłkarzy z 16 lig i zespołów znajdujących się w grze.

## Tryb wyzwań
W tym trybie można sprawdzić się grając w jednym ze słynnych meczów kwalifikacyjnych lub Ligi Mistrzów. Do wyboru są 42 scenariusze (m.in. finał Ligi Mistrzów z 2005 roku, gdzie należy jak najwyżej wygrać Liverpoolem przegrywając 0:3 z Milanem) i tak samo jak w trybie kariery, za wykonanie wyzwania gracz dostaje punkty, które potem może wymienić na naklejki lub dodatki.

## Tryb edycji
W tym trybie można stworzyć własnego zawodnika lub klub, a także jest możliwość edycji prawdziwych zawodników i klubów.

## Tryb treningu
W tym trybie można trenować jednym z wybranych zespołów, czyli rozegrać sparing z drugą drużyną, lub ćwiczyć rzuty wolne, karne i rożne.

## Ścieżka dźwiękowa
- Andy Caldwell feat. Gina Rene – Runaway – Universal Truth
- Baïkonour – Jain Rock – Topo Gigio vs. Baïkonour
- Bonobo feat. Bajka – Nightlite – Days to Come
- Brazilian Girls – Le Territoire – Talk to La Bomb
- Cal Tjader – Mambo Mindoro (Hex Hector Remix) – Explorations
- Champion – Two Hoboes – Chill'em All
- Osunlade – Two Phish – Aquarian Moon
- Ray Barretto – Work Song (Thievery Corporation Remix) – Explorations
- Thunderball feat. Miss Johnna M. – Chicachiquita – Cinescope